# Мејперл (Тексас)
Мејперл (енгл. Maypearl) град је у америчкој савезној држави Тексас. По попису становништва из 2010. у њему је живело 934 становника.

## Демографија
Према попису становништва из 2010. у граду је живело 934 становника, што је 188 (25,2%) становника више него 2000. године.
| Група             | 2000.       | 2010.       |
| Белци             | 529 (70,9%) | 683 (73,1%) |
| Афроамериканци    | 52 (7,0%)   | 54 (5,8%)   |
| Азијати           | 5 (0,7%)    | 1 (0,1%)    |
| Хиспаноамериканци | 157 (21,0%) | 172 (18,4%) |
| Укупно            | 746         | 934         |